# Linkerskopf
Linkerskopf – szczyt w Alpach Algawskich, części Alp Bawarskich. Leży w Austrii w Tyrolu, przy granicy z Niemcami. Sąsiaduje z Rotgundspitze. Szczyt można zdobyć drogą ze schroniska Rappenseehütte.